# Verpillières-sur-Ource
Verpillières-sur-Ource ist eine französische Gemeinde mit 109 Einwohnern (Stand 1. Januar 2022) im Département Aube in der Region Grand Est (vor 2016 Champagne-Ardenne). Sie gehört zum Arrondissement Troyes und zum Kanton Bar-sur-Seine.

## Lage
Verpillières-sur-Ource liegt etwa 37 Kilometer südöstlich von Troyes an der Ource.
Nachbargemeinden sind Essoyes im Norden und Westen, Fontette im Norden und Nordosten, Cunfin im Osten sowie Grancey-sur-Ource im Süden.

## Bevölkerungsentwicklung
| Jahr                       | 1962 | 1968 | 1975 | 1982 | 1990 | 1999 | 2006 | 2011 | 2019 |
| -------------------------- | ---- | ---- | ---- | ---- | ---- | ---- | ---- | ---- | ---- |
| Einwohner                  | 132  | 115  | 99   | 99   | 101  | 121  | 119  | 115  | 109  |
| Quellen: Cassini und INSEE |      |      |      |      |      |      |      |      |      |

## Sehenswürdigkeiten

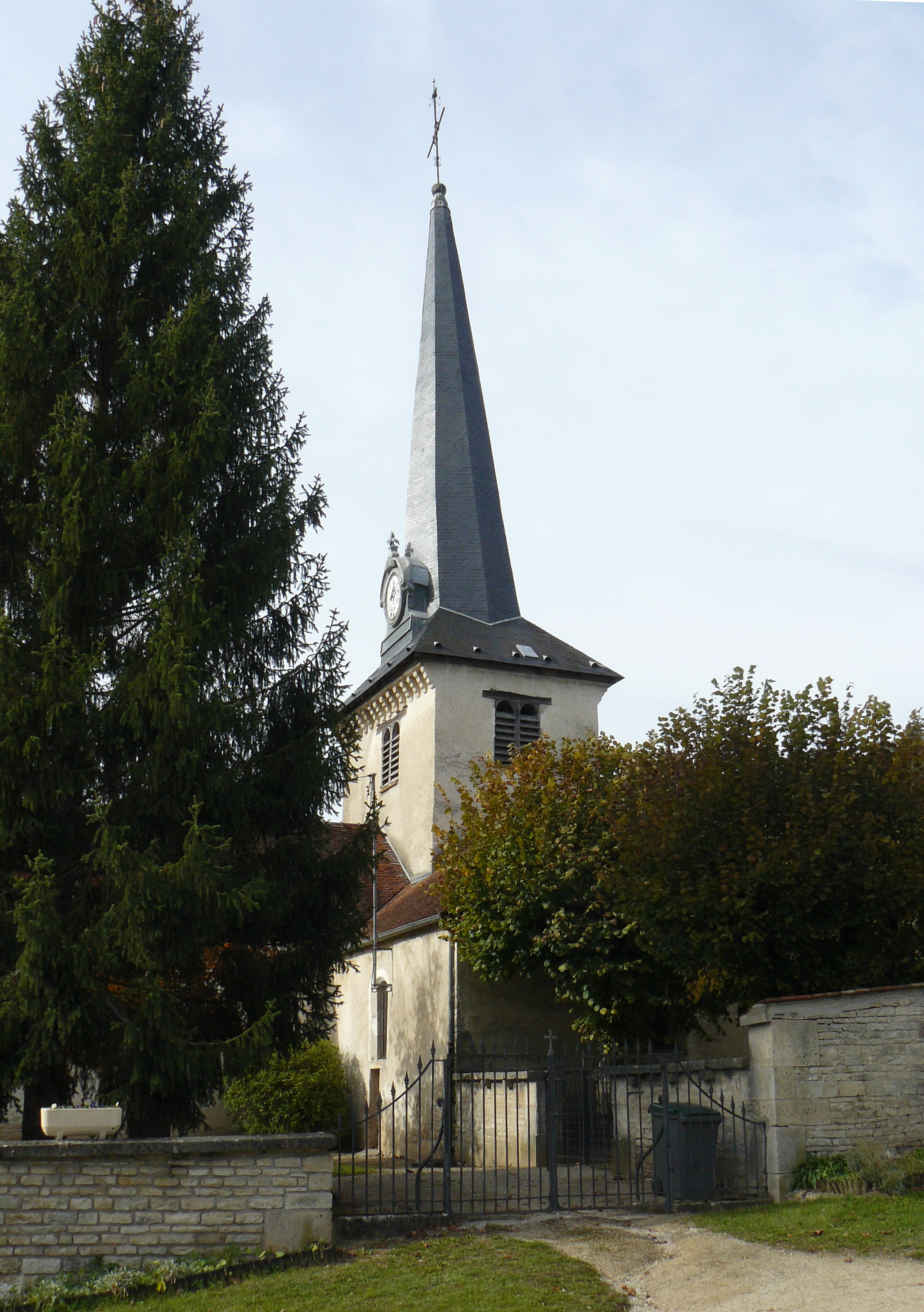
Kirche La Nativité-de-Notre-Dame

- Kirche La Nativité-de-Notre-Dame
- Schloss aus dem 18. Jahrhundert